# Helen McNicoll

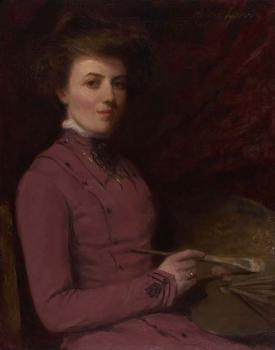
Zelfportret, ca. 1900

Helen Galloway McNicoll (Toronto, Ontario, 1879 - Swanage, Dorset, 2 juni 1915) was een Canadees kunstschilderes. Ze wordt gerekend tot het impressionisme.

## Leven en werk
Helen McNicoll werd geboren in een vooraanstaande familie in Toronto. Haar vader was vicepresident van de Canadese spoorwegen. Nadat ze op tweejarige leeftijd door roodvonk werd getroffen, werd ze volledig doof. Ondanks haar handicap doorliep ze tussen 1889 en 1893 de Art Association of Montréal, waar ze kunstgeschiedenis studeerde onder William Brymner (1855–1925). In 1902 ging ze naar Engeland om er te studeren aan de Slade School of Fine Art te Londen. Later ging ze in de leer bij de kunstschilder Algernon Talmadge te St Ives, Cornwall. Ze was bevriend met de impressionistische kunstschilderes Dorothea Sharp.
Ook McNicolls wordt gerekend tot de impressionisten. Haar werk kenmerkt zich door een grote aandacht voor zonlicht en lichtreflecties. Haar schilderijen ademen vaak een atmosfeer van stilte. Ze schilderde veel genrewerken en landschappen, vaak met vrouwen of kinderen. Ook maakte ze portretten.
McNicoll werd in 1913 lid van de Royal Society of British Artists en in 1914 van de Royal Canadian Academy of Arts.
Ze leed aan diabetis en overleed in 1915 aan de gevolgen daarvan, 35 jaar oud.

## Portretten

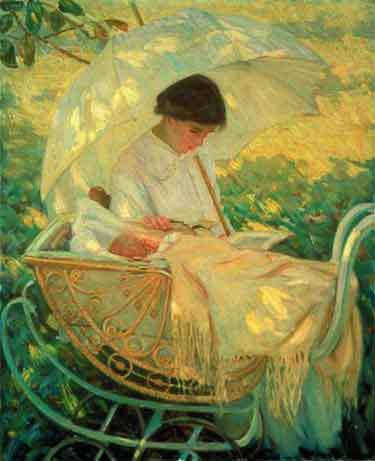
Wiegen
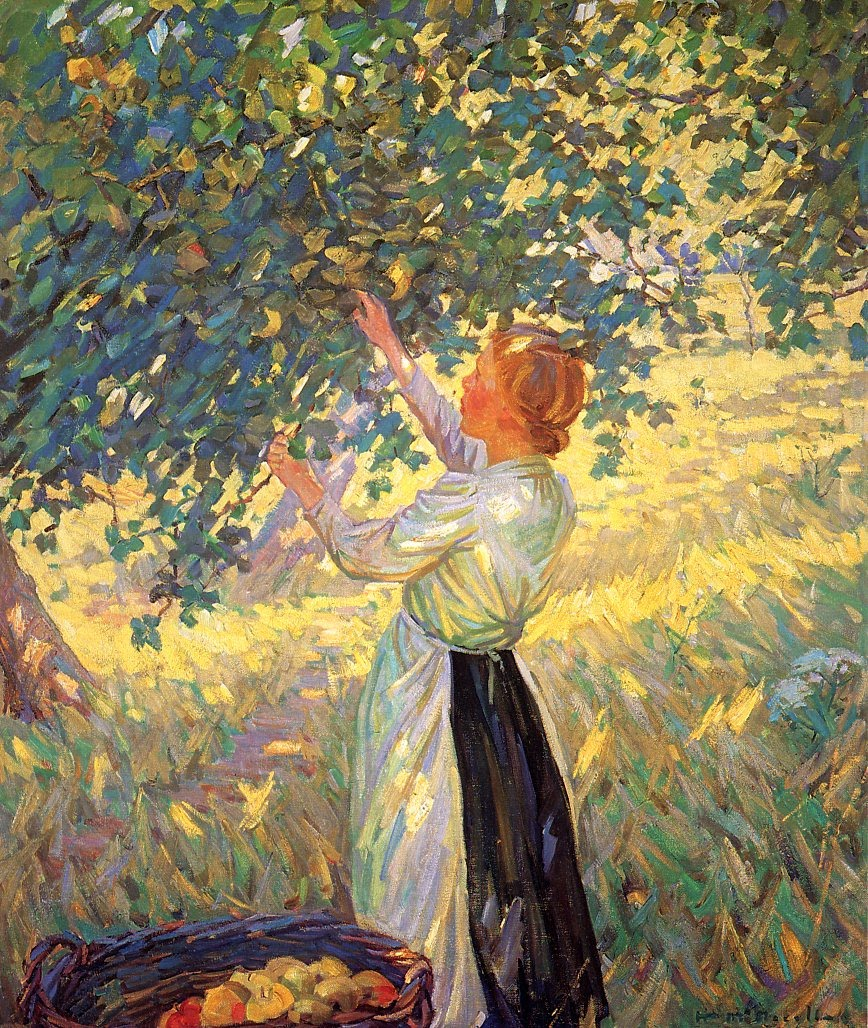
The Apple Gatherer
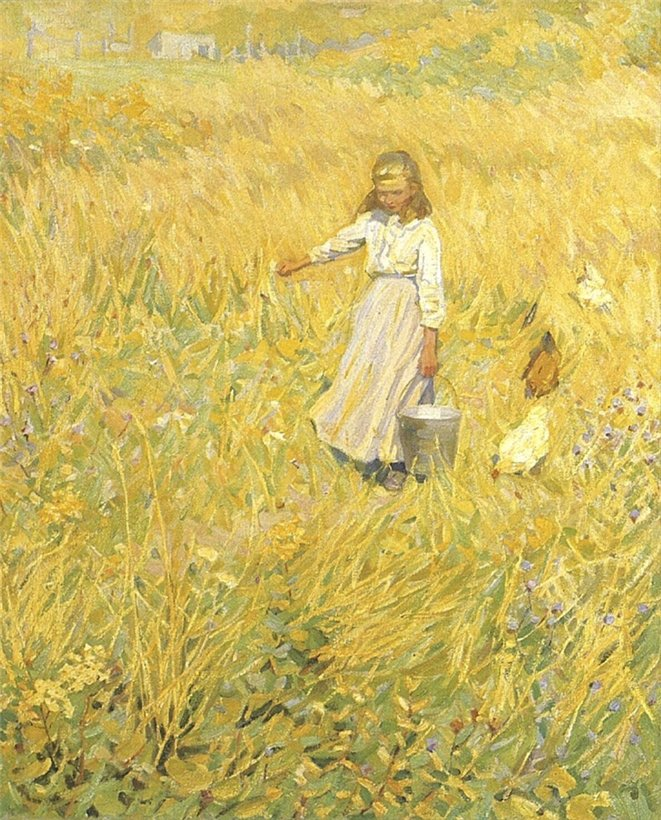
The Little Female Worker
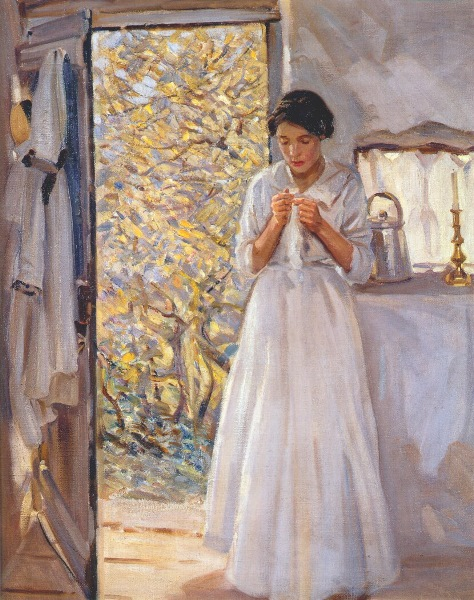
The Open Door
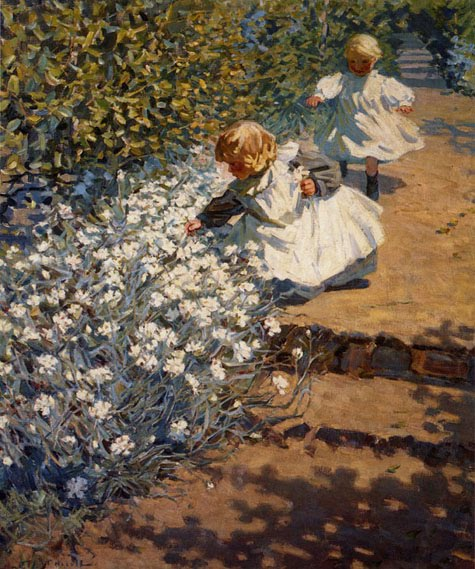
Kobiety
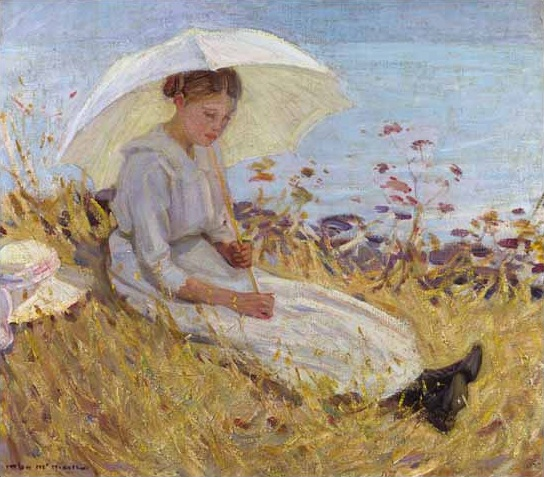
Girl with Parasol
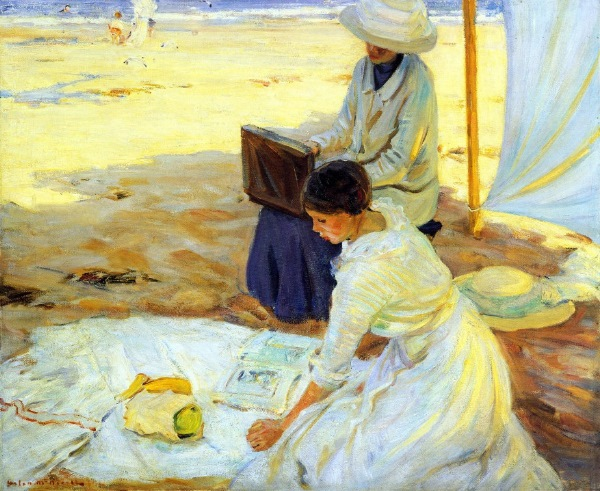
In the Shadow of the Tent
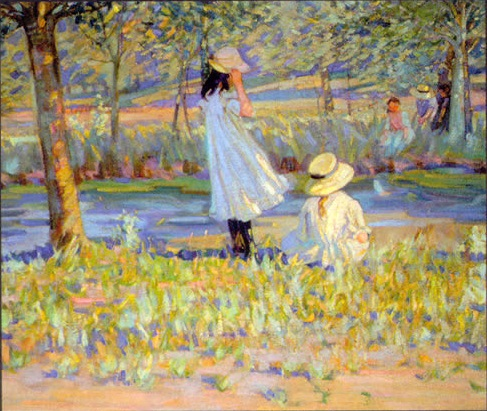
Watching the Boat
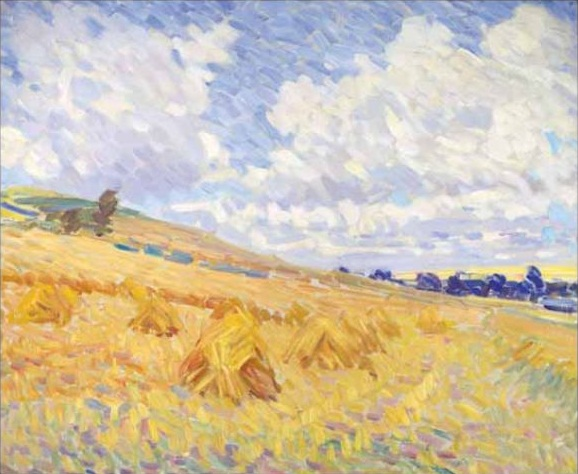
Landscape
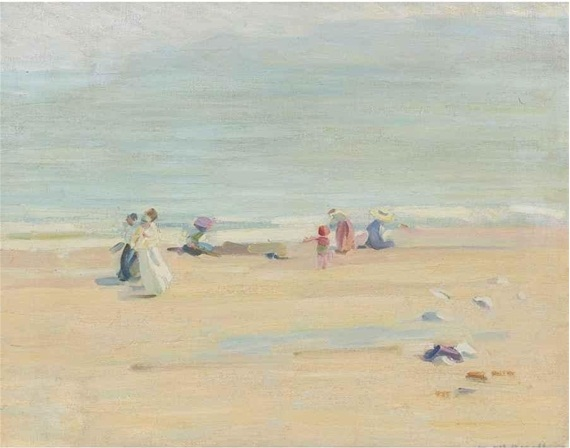
An English Beach